# Jytte Hansen

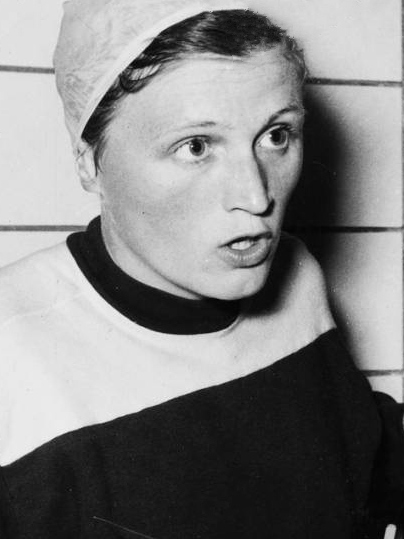
Jytte Hansen (1948)

Jytte Solveig Hansen, nach Heirat Jytte Solveig Nielsen (* 25. Juli 1932 in Odense; † 26. November 2015), war eine dänische Schwimmerin, die 1954 Europameisterschaftszweite wurde.

## Sportliche Karriere
Die 1,73 Meter große Jytte Hansen vom Svømmeklubben Frem aus Odense war Spezialistin im Brustschwimmen. Zu ihrer aktiven Zeit wurde diese Stilart nur auf der 200-Meter-Strecke ausgetragen.
Bei den Olympischen Spielen 1948 in London erreichte Hansen auf ihrer Spezialstrecke das olympische Finale und belegte in 3:08,1 Minuten den achten Platz, im Zwischenlauf hatte sie 3:05,5 Minuten benötigt. Zwei Jahre später bei den Europameisterschaften 1950 in Wien belegte sie den fünften Platz in 3:07,4 Minuten. Sie lag damit über fünf Sekunden hinter der Niederländerin Jannie de Groot auf dem dritten Platz.
Im Finale über 200 Meter Brust bei den Olympischen Spielen 1952 in Helsinki standen ausschließlich Europäerinnen. Hinter den beiden Ungarinnen Éva Székely und Éva Novák schlugen die Britin Elenor Gordon und die Ungarin Klára Killermann zeitgleich an. 0,2 Sekunden hinter den beiden wurde Jytte Hansen Fünfte in 2,57,8 Minuten. Zwei Jahre später bei den Europameisterschaften 1954 in Turin siegte auf der 200-Meter-Bruststrecke die Deutsche Ursula Happe mit 0,1 Sekunden Vorsprung vor Jytte Hansen in 2:55,0 Minuten, die ihrerseits 0,9 Sekunden vor Klára Killermann das Ziel erreichte. Zum Abschluss ihrer Karriere startete Hansen noch einmal bei Olympischen Spielen. Bei den olympischen Schwimmwettbewerben 1956 in Melbourne verfehlte Hansen als Neunte in 2:59,8 Minuten den Finaleinzug um über eine Sekunde.
Nach ihrer aktiven Karriere war sie über Jahrzehnte als Schwimmlehrerin und -trainerin tätig.